# Constitución de la República de Colombia de 1821
La Constitución de 1821 oficialmente Constitución de la República de Colombia, fue el resultado del Congreso de la República de Colombia que se desarrolló el 30 de agosto de 1821 en el municipio de Villa del Rosario (ubicado en el Área metropolitana de Cúcuta, en el departamento de Norte de Santander) y cuyo objetivo principal fue la creación de la República de Colombia (denominada en la historiografía como la Gran Colombia) mediante la unificación de la Nueva Granada (Colombia y Panamá) y Venezuela. Posteriormente Ecuador también se uniría. Ocurrió después de la Batalla de Carabobo (24 de junio de 1821), que dio oficialmente la independencia a Venezuela y luego de la liberación de Caracas, Cartagena, Popayán y Santa Marta.

## Proclamación
El 30 de agosto de 1821 es proclamada la Constitución de la República de Colombia y se expide el 12 de julio. Esta estuvo vigente durante la Gran Colombia hasta su disolución en 1831.

## Composición
La Constitución de la República de Colombia está compuesta por 10 capítulos y 191 artículos. Entre sus aspectos fundamentales se cuentan:
- Promulgó la plena libertad de expresión.
- Permitió el alcance de nuevas reformas de contrato para la libertad social, económica y política de los territorios.
- Acabó con la Inquisición e hizo reformas relativas a los obispos, arzobispos y algunos bienes de la Iglesia.
- El Gobierno de Colombia se declaró popular y representativo.
- Ratificó estar conformada por tres grandes departamentos: Cundinamarca, Venezuela y Quito.
- Cada parroquia tendría una Asamblea que se reuniría cada cuatro años.
- Podían votar los mayores de 21 años y/o que sean casados, que sepan leer y escribir, y posean al menos 100 piastras.
- El Congreso estaría formado por dos cámaras: la del Senado y la de Representantes.
- Para ser Senador se exigió tener treinta años, ser blanco criollo por nacimiento, poseer propiedades inmuebles.
- Se elegirían 4 senadores por Departamento.
- La Cámara de representantes se compondría de los Diputados.

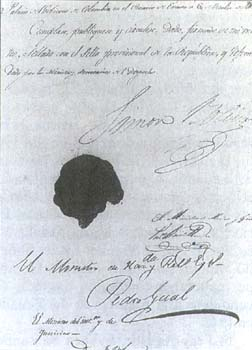
Texto de la Constitución de Cúcuta firmado por Simón Bolívar y ministros.

- Para ser diputado se necesitaba tener 25 años.
- La Cámara de Representantes tendrían la facultad exclusiva de acusar ante el Senado al presidente, al vicepresidente de la República y a los ministros de la Alta Corte de Justicia.
- Para ambas Cámaras dispone la Constitución que las sesiones sean públicas.
- El Poder Ejecutivo está constituido por un presidente y un vicepresidente, elegidos por 4 años.
- Cada departamento estaba administrado por un Intendente nombrado por el presidente y un Gobernador que estaba bajo las órdenes del intendente.
- Establece los cargos de ministros, consejo, tribunal supremo y reglamenta cada uno de los cargos.
- Dicta (en su artículo 128), facultades extraordinarias que interrumpían la aplicación estricta de la carta fundamental (Conmoción Interior).
- El Congreso eligió por votación como presidente de la República a Simón Bolívar y vicepresidente a Francisco de Paula Santander, pero como Bolívar estaba ausente Santander toma la Presidencia y Antonio Nariño la vicepresidencia.

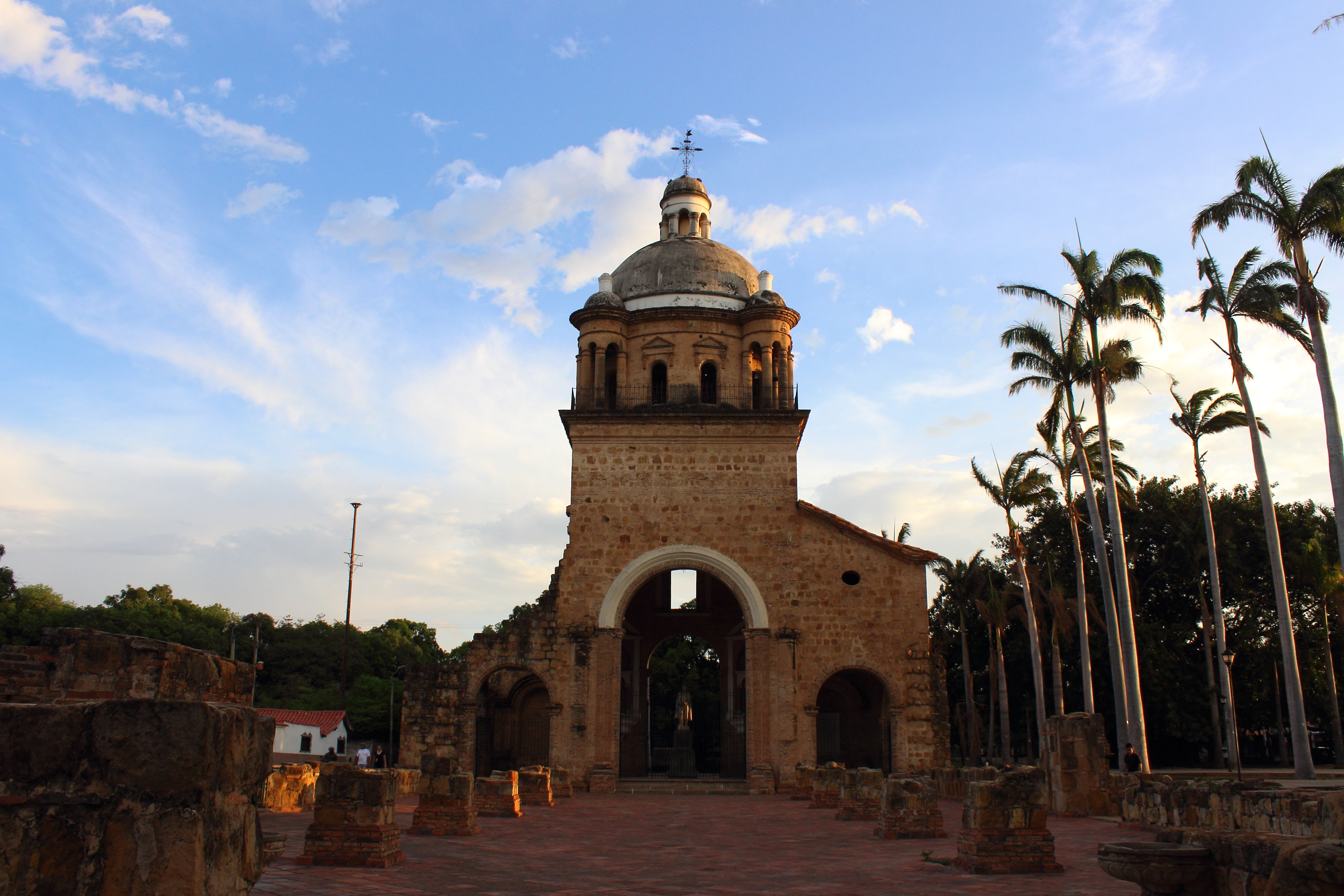
Templo Histórico de Villa del Rosario, donde se reunieron los diputados de la Nueva Granada (Colombia) y Venezuela para firmar la Constitución de Cúcuta, por medio de la cual se crea la República de la Gran Colombia.

No obstante el espíritu centralista de esta constitución, y a pesar de sus ideas federalistas (libre autodeterminación de las regiones), Santander (llamado el Organizador de la Victoria) antepuso el ejercicio de esta Carta a sus propias convicciones, en una demostración clara de que nadie debía estar por encima de la Constitución y las Leyes, aún si pensaba diferente o si llevaba por título "Libertador". De hecho, la historia registra una anécdota, en la que compañeros de Santander en las campañas emancipadoras, entran a su despacho y le hallan en una mesa, abierta la Constitución sobre un sable desnudo. A la pregunta de qué significaba, el Hombre de las Leyes contestó: "Significa que la espada de los libertadores tiene que estar, de ahora en adelante, sometida a las leyes de la República".
- A pesar de las facultades que le otorgaba el mencionado artículo 128, Santander no hizo uso, o fue moderado en dicho uso, ya que era adversario por principio de las facultades extraordinarias y era de la opinión de que los poderes del ejecutivo no debían desbordarse, ya que ello lesionaba el espíritu de Libertad y Orden que la República propugnaba para sus ciudadanos.

## Varios
El 24 de mayo de 1822 Quito sella su independencia en la Batalla de Pichincha, y el 9 de diciembre de 1824 se sella la del Perú (hoy Perú y Bolivia) en la batalla de Ayacucho. Perú y Bolivia nunca llegaron a formar parte de la Gran Colombia pero comparten con Ecuador, Venezuela y Colombia el título de Países Bolivarianos por haber sido repúblicas comandadas por Simón Bolívar, quien mereció el título de Libertador.

## Reformas
Artículos completos: Disolución de la Gran Colombia y Convención de Ocaña.

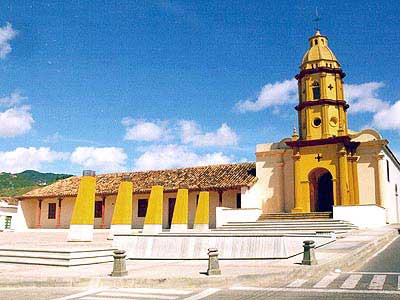
Iglesia de San Francisco, lugar donde se hizo la Convención de Ocaña en 1828

La nueva nación, sin embargo, no duraría mucho, pues las disputas políticas entre los líderes independentistas nunca pudieron ser resueltas, tal como lo de mostró la fallida Convención de Ocaña de 1828. La convención, que tenía por objeto reformar la Constitución de 1821 pero fue un fracaso, y los bolivarianos abandonaron el recinto proclamando a Bolívar como dictador.
El 23 de noviembre de 1829 el general José Antonio Páez reunió una asamblea popular en Valencia, la cual fue aprobada por su mayoría, para discutir la separación de Venezuela de la Gran Colombia. Allí se acordó que Venezuela no debía continuar unida a la República.